# District de Yingdong
Le district de Yingdong (颍东区 ; pinyin : Yǐngdōng Qū) est une subdivision administrative de la province de l'Anhui en Chine. Il est placé sous la juridiction de la ville-préfecture de Fuyang.